# Gmina Žepče
Gmina Žepče (boś. Općina Žepče) – gmina w Bośni i Hercegowinie, w kantonie zenicko-dobojskim. W 2013 roku liczyła 30 219 mieszkańców.